# Cinquième circonscription du Nord de 1863 à 1870
La Cinquième circonscription du Nord était l'une des 9 circonscriptions législatives françaises que comptait le département du Nord pendant les sept dernières années du Second Empire.

## Description géographique et démographique
La cinquième circonscription du Nord était située à la périphérie de l'agglomération douaisienne. Ceinturé entre le Pas-de-Calais, les arrondissements de Lille, Valenciennes et de Cambrai, la circonscription est centrée autour de la ville de Douai.
Elle regroupait les divisions administratives suivantes : Canton d'Arleux ; Canton de Douai-Nord ; Canton de Douai-Sud ; Canton de Douai-Ouest ; Canton de Marchiennes et le Canton d'Orchies.
Lors du recensement général de la population en 1864 à la suite du décret du 1er février de cette année, la population totale de cette circonscription est estimée à 112 051 habitants.

## Historique des députations
| Législature    | Début de mandat | Fin de mandat    | Député élu      | Parti politique     | Observations         |
| -------------- | --------------- | ---------------- | --------------- | ------------------- | -------------------- |
| 3e législature | 31 mai 1863     | 27 avril 1869    | Félix Lambrecht | Tiers parti         |                      |
| 4e législature | 23 mai 1869     | 4 septembre 1870 | Emmanuel Choque | Majorité dynastique | Fin du Second Empire |